# آوت فيت 7

الشعار السابق للشركة

آوت فيت 7 (بالإنجليزية: Outfit7)‏ هي شركة متعددة الجنسيات ومطور لعبة توم المتكلم وأصدقاؤه، مديرها هو سامو لوجين، وقد قامت سنة 2010 بإنشاء لعبة توم المتكلم حيث وصل عدد أقسامها في يوليو 2014 إلى 6 أقسام وهي (Talking Tom, Talking Angela, Talking Ginger, Talking Ben, Talking Pierre, and Talking Hank) و14 تطبيقا آخر له علاقة باللعبة.

## التاريخ
حصلت لعبة توم المتكلم وأصدقاؤه على 300 مليون تحميل في ظرف 19 أشهر من انطلاق الشركة وفي يونيو 2013 وصل عدد مستخدمي التطبيق إلى أكثر من مليار مستخدم حيث أنها توفر التطبيق مجانا ل 230 دولة باستثناء كوريا الجنوبية والفاتيكان وهي الآن تقوم بعمل مقاطع فيديو عن اللعبة على اليوتيوب

## التطوير
في عام 2009 قرر مجموعة من ثمانية أصحاب مشاريع إنشاء تطبيقات فريدة من نوعها ووسائل الترفيه فشكلوا شركة آوت فيت 7.

## وصلات خارجية
الموقع الرسمي